# Nation metróállomás
A Nation egy RER- és metróállomás Franciaországban, Párizsban a párizsi metró 1-es, 2-es, 6-os és 9-es  metróvonalán. Tulajdonosa és üzemeltetője a RATP.

## Metróvonalak
Az állomást az alábbi metróvonalak érintik:
- 1-es metróvonal
- 2-es metróvonal
- 6-os metróvonal
- 9-es metróvonal

## Kapcsolódó állomások
A metróállomáshoz az alábbi állomások vannak a legközelebb:
- Reuilly – Diderot (La Défense, 1-es metróvonal)
- Porte de Vincennes (Château de Vincennes, 1-es metróvonal)
- Avron (Porte Dauphine, 2-es metróvonal)
- Picpus (Charles de Gaulle - Étoile, 6-os metróvonal)
- Rue des Boulets (Pont de Sèvres, 9-es metróvonal)
- Buzenval (Mairie de Montreuil, 9-es metróvonal)

## Galéria

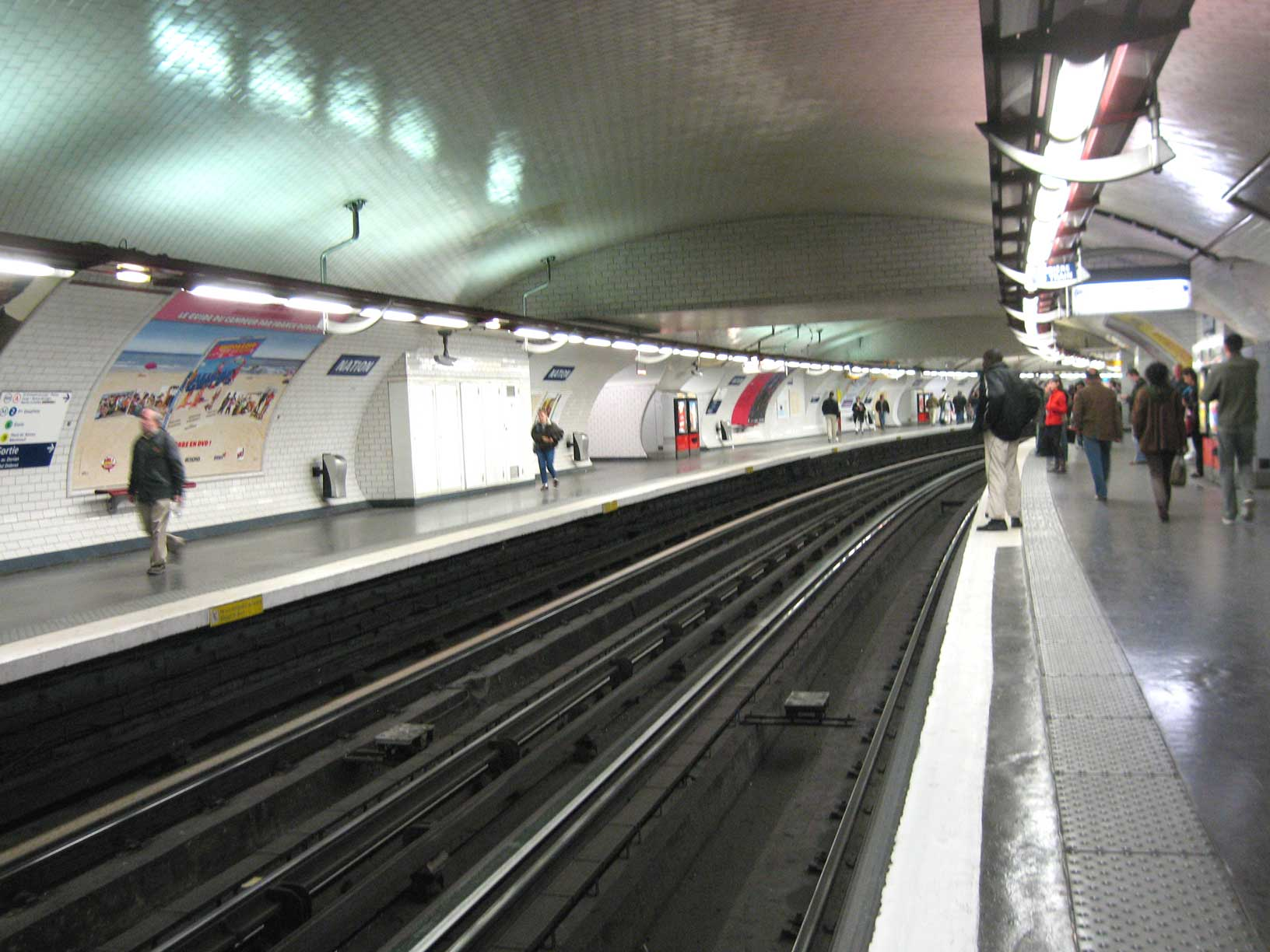
1-es vonal peronjai
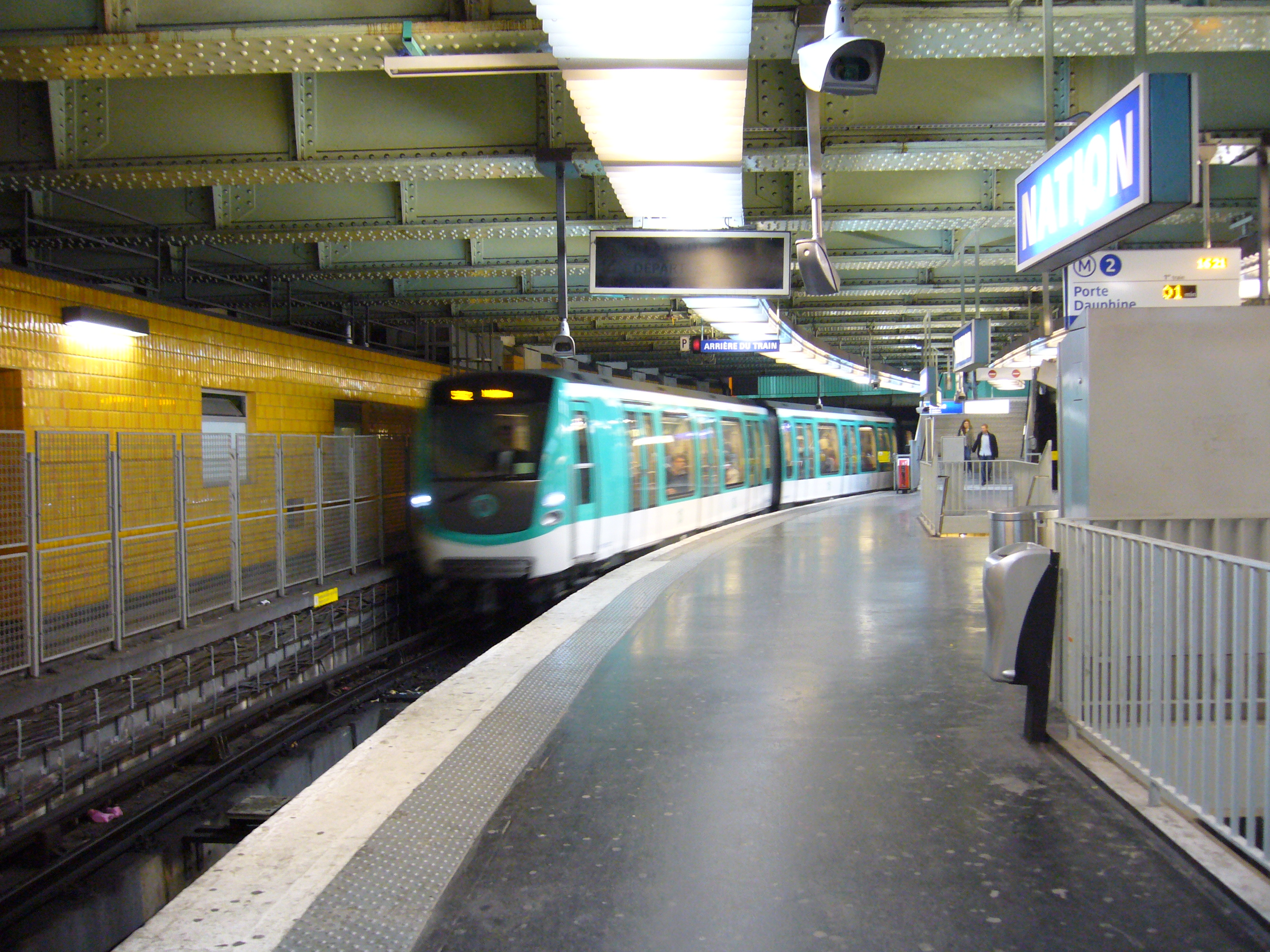
2-es vonal peronjai
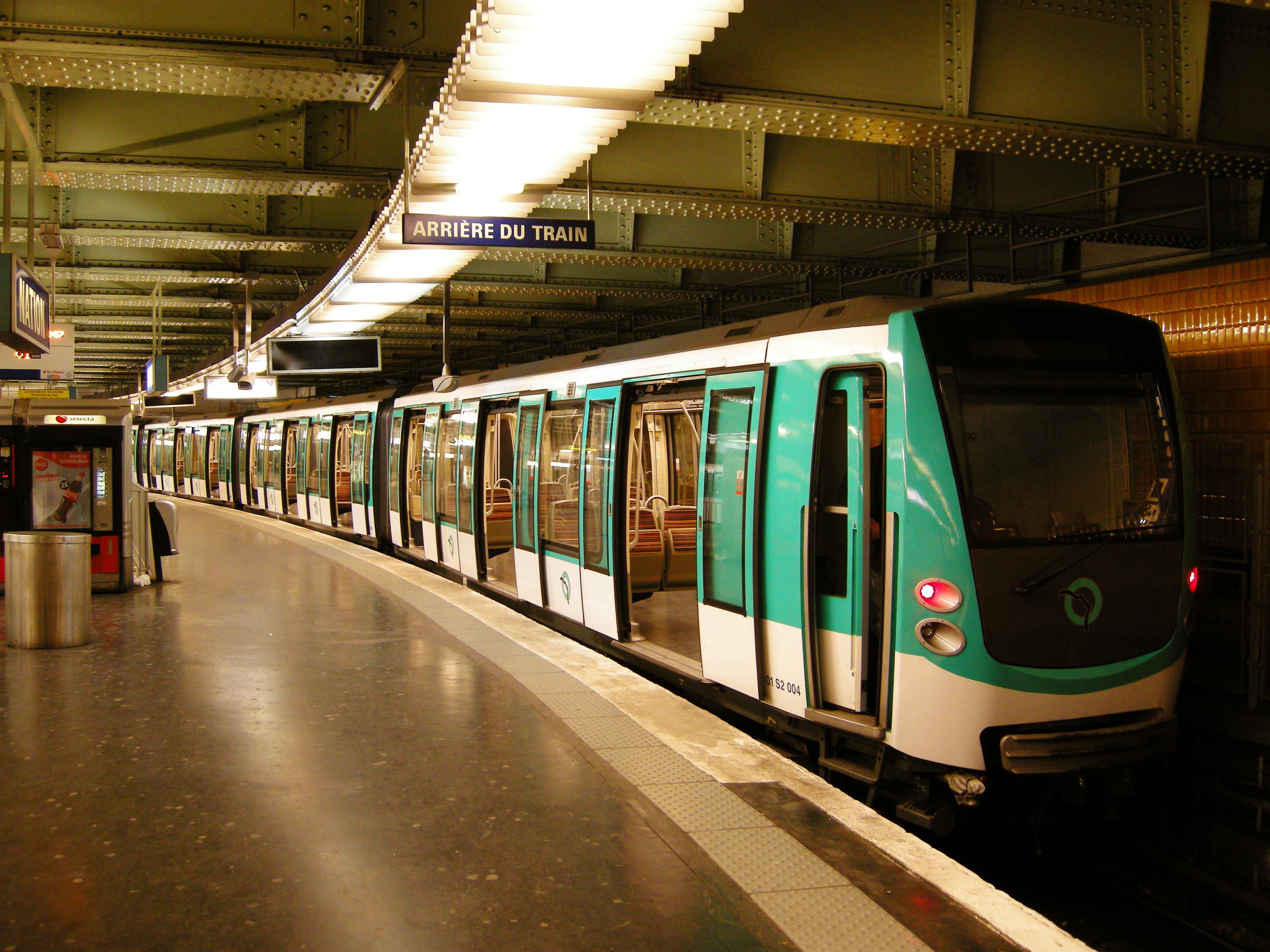
MF 2000 sorozatú metrószerelvény a 2-es vonalon
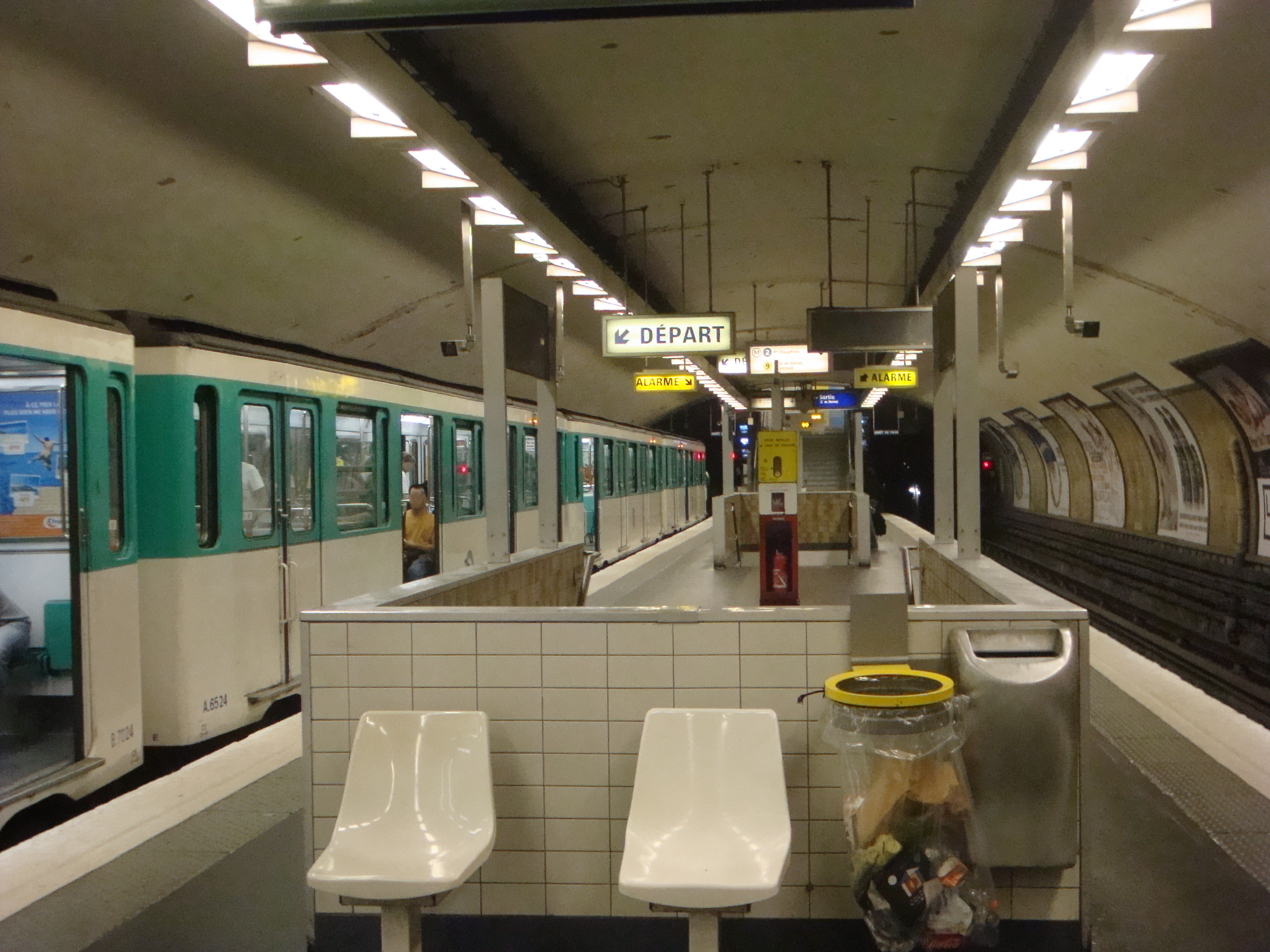
6-os vonal középperonja
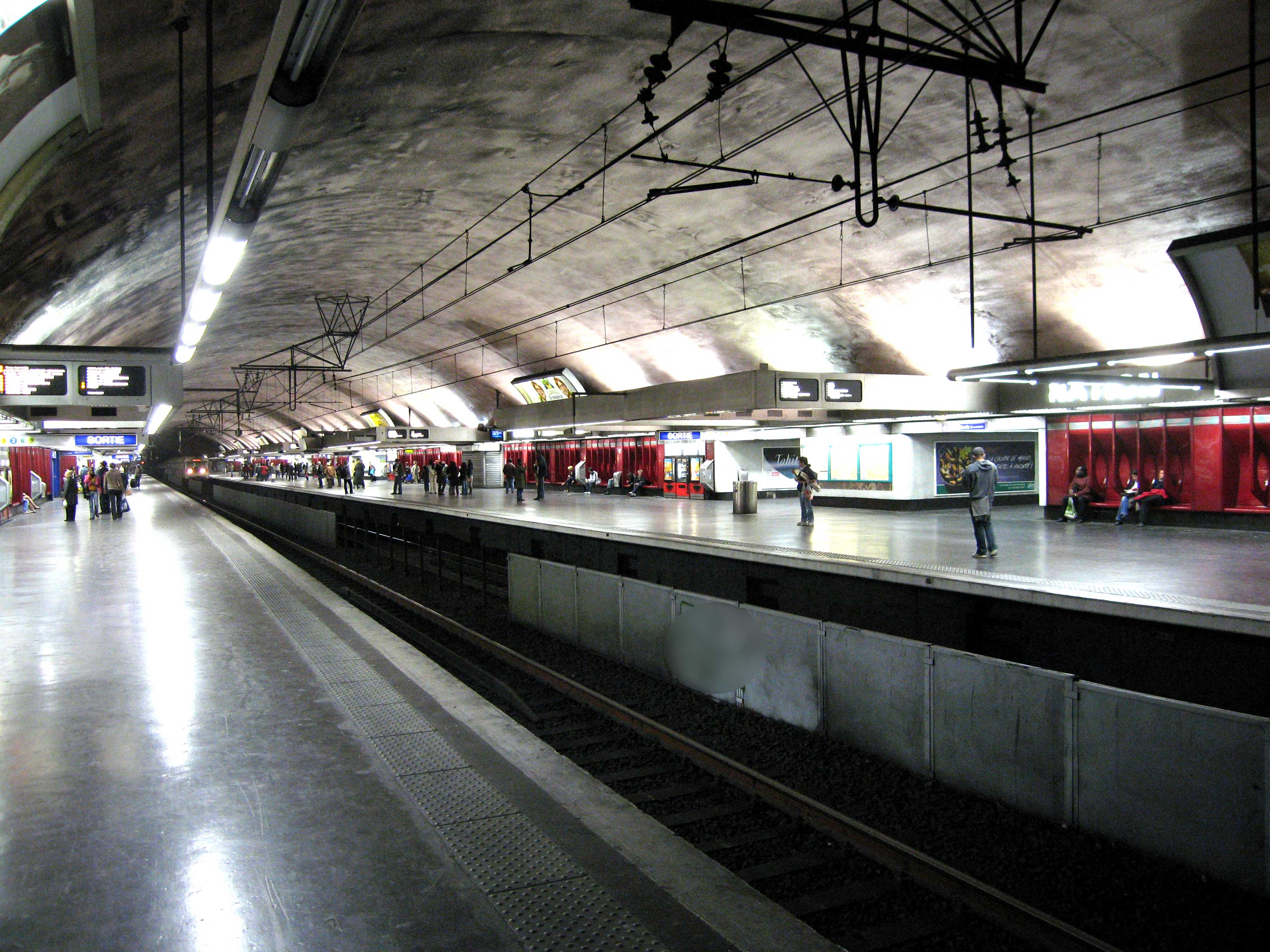
A RER A peronjai
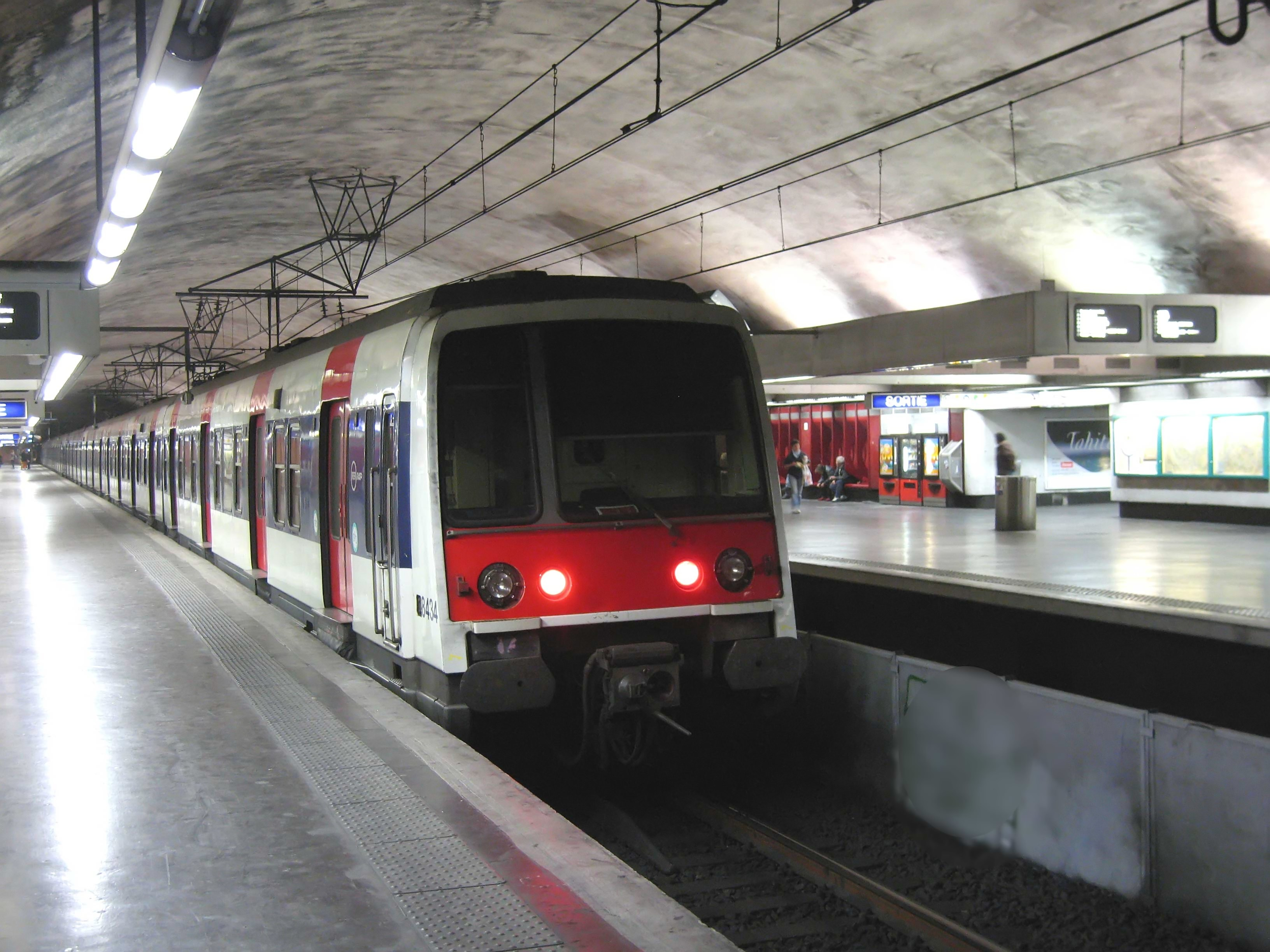
RER A MI 84 sorozatú szerelvény